# 減法

5 個あるももから 2 個を取り除くと 3 個のももが残る。5−2=3

減法（げんぽう、英: subtraction）は、一方から一部として他方を取り去ることにより両者の間の差分を求める二項演算で、算術における四則演算の一つ。計算することの側面を強調し引き算（ひきざん）、減算（げんさん、げんざん）などとも言う。また、引き算を行うことを「a からb を引く」(b is subtracted from a) と表現する。引く数を減数（げんすう、英: subtrahend）と呼び、引かれる数を被減数（ひげんすう、英: minuend）と呼ぶ。また、減算の結果は差（さ、英: difference）と呼ばれる。
抽象代数学において減法は多くの場合、加法の逆演算として定式化されて加法に統合される。たとえば自然数の間の減法は、整数への数の拡張により、数を引くことと負の数を加えることとが同一視されて、減法は加法の一部となる。またこのとき、常に大きいものから小さいものを減算することしかできない自然数の体系に対して、整数という体系では減算が自由に行える（整数の全体は、逆演算として減法を内包した加法に関してアーベル群になる）。

## 定義
二つの数 a, b の加法と呼ばれる演算 + に対して、数 c が
a + b = c
という関係を満足するとき、演算子 − を導入して
b = c − a
と記し、c から a を引いた数は b であるという。この数 b は c と a の差と呼ばれる。
例えば、2 + 3 = 5 であるので
5 − 3 = 2, 5 − 2 = 3
のような計算が成立する。
数 a に対して以下の関係を満たす数 b を、加法に関する a の逆元 (additive inverse)、あるいは反数 (opposite) という。
a + b = 0.
この逆元を特別に −a と表すと、これは以下の関係を常に満たす。
a + (−a) = 0.
一方、
a − a = 0
という関係が成り立つから、ある数 c から a を引く演算は、
c − a = c + (−a) + a − a = c + (−a)
と置き換えることができる。つまり、減法は減数の逆元の加法として扱うことができる。
ただしこのような計算が可能なのは a の加法の逆元 −a が定まる限りにおいてであり、実際に自然数の範囲では（0 を除いて）そのような数は存在しない。

## 性質
基本的な性質は加法の性質による。任意の 2 数の間の減算は、
a − b = a + (−b)
と減数 b の加法の逆元 −b を用いた加算に置き換えられる。
従って、減数が 0 の減算はそのまま被減数を与え、被減数が 0 の減算は減数の加法の逆元を与える。
a − 0 = a,
0 − a = (−a).
また、以下のような入れ替えは可能であり、
(a − b) − c = (a − c) − b
複数の減算は 1 つにまとめることができる。
(a − b) − c = a − (b + c).
しかし、被減数と減数を入れ替えるような操作は許されない。
a − b ≠ b − a, (a ≠ b),
(a − b) − c ≠ a − (b − c), (c ≠ 0).
つまり減法については交換法則、結合法則が成り立たない。結合に関する規約として、左側の演算を優先する。従って、
a − b − c
は通常、
(a − b) − c
の意味で用いられる。
減法を加法で置き換えることで加法の交換法則や結合法則を利用することは可能であり、以下の関係が成り立つ。
a − b = (−b) − (−a),
(a − b) − c = a − (b − (−c)).

## 正負の数の計算方法
2 数 a, b が以下の条件の場合、a − b は次のように計算する。
| 符号         | \|a\| > \|b\|    | \|a\| < \|b\|    | \|a\| = \|b\|    |
| ------------ | ---------------- | ---------------- | ---------------- |
| a ≥ 0, b ≥ 0 | \|a\| − \|b\|    | −(\|b\| − \|a\|) | 0                |
| a < 0, b < 0 | −(\|a\| − \|b\|) | \|b\| − \|a\|    | 0                |
| a ≥ 0, b < 0 | \|a\| + \|b\|    | \|a\| + \|b\|    | \|a\| + \|b\|    |
| a < 0, b ≥ 0 | −(\|a\| + \|b\|) | −(\|a\| + \|b\|) | −(\|a\| + \|b\|) |

2数の符号が同じ場合
- a の絶対値 |a| が b の絶対値 |b| より大きい場合 (|a| > |b|)
  - a, b ともに正の数なら (a > 0, b > 0)
    - a の絶対値 |a| から b の絶対値 |b| を引き、正の符号 + をつける。

  - a, b ともに負の数なら (a < 0, b < 0)
    - a の絶対値 |a| から b の絶対値 |b| を引き、負の符号 − をつける。
- a の絶対値 |a| が b の絶対値 |b| より小さい場合 (|a| < |b|)
  - a, b ともに正の数なら (a > 0, b > 0)
    - b の絶対値 |b| から a の絶対値 |a| を引き、負の符号 − をつける。

  - a, b ともに負の数なら (a < 0, b < 0)
    - b の絶対値 |b| から a の絶対値 |a| を引き、正の符号 + をつける。
- a, b の絶対値が等しい場合
  - 差は 0 である。

2数の符号が異なる場合
- a が正の数で b が負の数なら (a > 0, b < 0)
  - a の絶対値 |a| と b の絶対値 |b| を足し、正の符号 + をつける。
- a が負の数で b が正の数なら (a < 0, b > 0)
  - a の絶対値 |a| と b の絶対値 |b| を足し、負の符号 − をつける。

## 種類
減法は以下の種類に分けられる。
- 求残 -  元の数量からある量を取り去った時の残りの量を求める減法[2]。減法の中では最も考えやすく、生活でもよく使われる考え方である[2]。
- 求差 - ある量とある量の違いの量を求める減法[2]。
- 求補 - 全体と一部分の量が分かっていて、残りの部分を求める減法[3]。求部分とも[3]。